# Stephan Jaeggi
Stephan Jaeggi (ur. 30 stycznia 1980) – australijski zapaśnik walczący w obu stylach. Zajął szóste miejsce na igrzyskach Wschodniej Azji w 2001. Zdobył pięć medali mistrzostw Oceanii w latach 1998 - 2011. Trzeci na mistrzostwach Oceanii plażowych w 2011 i 2013. Mistrz Oceanii juniorów w 1996 roku.
Jest aborygenem.